# 中國香港高爾夫球協會
中國香港高爾夫球協會（英語：Golf Assiociation of Hong Kong, China）於1968年成立，為管理香港高爾夫球運動事務的組織，屬於國際高爾夫總會和亞太高爾夫球總會的成員，香港高爾夫球總會旗下約有13,000名註冊運動員。比賽方面，香港高爾夫球總會則有香港成年職業公開賽和年青賽。

## 爭取保留粉嶺高爾夫球場
2013年7月，香港政府有意收回位於粉嶺的高爾夫球場以作《新界東北發展計劃》之用。此舉引起了香港高爾夫球總會的不滿，他們認為保留該球場有利香港代表隊的訓練、確保國際賽事順利進行以及推動業餘高爾夫球運動。故此，該組織與香港高爾夫球會和香港華人女子高爾夫球總會等試圖向政府爭取保留球場。然而，有球手認為高爾夫球總會爭取保留球場僅是為了保存自身利益，而沒有顧及高爾夫球愛好者的需要。

## 資料來源
1. ↑  Brief History 的存檔，存档日期2014-01-21.
2. ↑  .   [2014-01-11]. （原始内容存档于2018-11-23）. （页面存档备份，存于）
3. ↑  "粉嶺高球場納入發展 高爾夫球總會表失望" 《AM730》 2013 7 26
4. ↑  粉嶺高球場五招救亡" 《東方日報》 2013 10 13
5. ↑  "香港高爾夫總會聲明混淆視聽" 2013 7 30

## 外部連結
- 官方网站 （页面存档备份，存于）